# 三善高子
三善 高子（みよし の たかこ/たかいこ、生没年不詳）は、平安時代の大納言・坂上田村麻呂の妻とされる人物。父は三善清継。文献には名前が記録されておらず、清水寺の縁起のみに名前がみられる。
角田文衛は、おそらく桓武天皇後宮の錦部姉継の姪ではないかと推測している。

## 概要
『今昔物語』によると、宝亀9年4月8日（ユリウス暦778年5月9日）に坂上田村麻呂が妊娠した妻の高子のために鹿を求めて東山に至ると、山中で大和国興福寺の僧で子島寺で修行していた賢心に会い、殺生の罪を説かれた田村麻呂は観音に深く帰依し、堂宇建立に協力を惜しまないことを誓って帰宅した。田村麻呂からその日の出来事を聞いた高子は、自分のために夫が鹿を死に至らしめたことを悔やみ「願クハ其罪ヲ免レムガ為ニ、我ガ家ヲ以テ彼ノ堂ヲ造テ、女身ノ量リナキ罪ヲ懺悔セム」と決意する。
田村麻呂は光仁天皇に賢心のことを言上して僧としての正規の資格を認めてもらうと、名を延鎮と改めさせ、延鎮は宝亀11年4月13日（ユリウス暦780年5月21日）に東大寺戒檀院で戒律を受け、田村麻呂は東山の山中に伽藍を建てた。高子は人々に勧めて「金色ノ八尺ノ十一面四十手ノ観音ノ像」を造り安置した。
『群書類従』所収の藤原明衡撰「清水寺縁起」には「大同二年ハ、亜相宗室三善命婦壊運寝殿建立仏堂」とある。
清水寺の田村堂（開山堂）では、衣冠束帯姿の坂上田村麻呂公坐像と貴族命婦姿の三善高子命婦坐像の夫妻像、開基の行叡居士坐像、開山の延鎮上人坐像が安置されている。

### 原典
1. 1 2  『今昔物語』巻十一「田村将軍始建清水寺語」第卅三